# Arti marziali cinesi

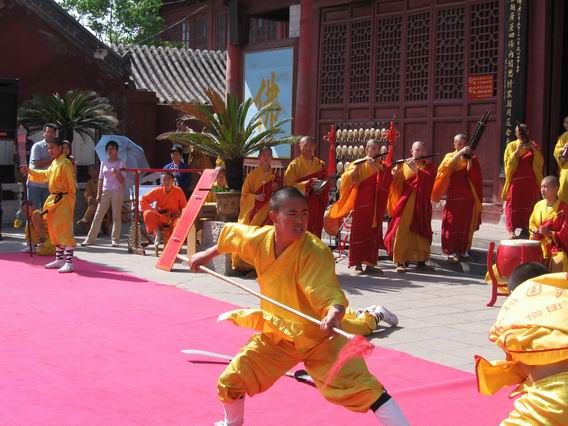
Spettacolo dimostrativo di gongfu al monastero di Daxiangguo

Le arti marziali cinesi, chiamate in Cina wushu (cinese semplificato: 武术; cinese tradizionale: pinyin: wǔshù; Wade-Giles: wu3-shu4; da 武 wǔ “spedizione militare, guerra” e 术 shù “arte, metodo, tecnica”) o anche gongfu (cinese: 功夫; pinyin: gōngfu; Wade-Giles: kung fu; “abilità”, con sottinteso riferimento all'ambito marziale) sono la totalità degli stili e dei metodi delle arti marziali nate in Cina, patrimonio ed eredità della cultura e della tradizione del popolo cinese.
La prima menzione del termine wushu (武术) risale alla dinastia Liang (梁) (502-557) ed è contenuta nella Raccolta letteraria del principe ereditario Zhaoming (昭明太子文选 Zhaoming taizi wenxuan) Nel 1927 con la fondazione della “Palestra Centrale d'Arte Nazionale di Nanchino” (南京中央国术馆 Nanjing zhongyang guoshuguan) si afferma l'espressione guoshu “arte nazionale” (cinese tradizionale: 國術; cinese semplificato: 国术; pinyin: guóshù; Wade-Giles: kuo2-shu4), abbreviazione di Zhōngguó wǔshù (cinese tradizionale: 中國武術; cinese semplificato: 中国武术) “arti marziali cinesi”, ancora oggi parzialmente in uso nella Repubblica di Cina (Taiwan).
Riscoperto in epoca Qing (清 1644-1911) il vocabolo wushu viene utilizzato nel primo periodo repubblicano (1911-1948) ed adottato definitivamente dalla Repubblica Popolare Cinese nel 1956 con la fondazione della “Associazione Cinese Wushu” (中国武术协会 Zhongguo wushu xiehui).
Ad oggi l'impiego del termine wushu non è ancora universale, causa la giovane storia mondiale della disciplina e l'uso invalso di altri nomi per rappresentarla. Tra essi, oltre al già citato guo-shu (pinyin: guóshù), di uso sempre più limitato, il più diffuso è gongfu (功夫, pinyin: gōngfu; Wade-Giles: kung1-fu) “abilità, maestria”. Pur non essendo sinonimo di arte marziale, il termine gongfu lo è divenuto per estensione, in quanto il “raggiungimento dell'abilità” (xia gongfu 下功夫) è l'obiettivo ultimo e irrinunciabile della pratica dell'arte marziale.

## Storia
Nella Cina d'epoca feudale (dinastia Zhou XI sec. – 221 a.C.) l'élite dell'esercito era costituita dalla nobiltà guerriera, addestrata in arti come la guida del cocchio da guerra (yu 御), il tiro con l'arco (she 射) e il maneggio dell'alabarda (ge 戈), una particolarissima arma d'invenzione cinese la cui importanza è testimoniata dalla presenza nel lessico. Molte parole riferite all'ambito bellico hanno infatti per radicale il carattere ge 戈, compresa la stessa parola wu 武 (guerra, marziale) che è formata dall'unione dei caratteri “piede” 止 zhi e “alabarda” ge 戈, ad indicare appunto la spedizione militare.
Ampiamente diffusa in questo periodo era anche la spada (jian 剑), che negli stati meridionali incarnava spesso significati magico-sacrali ed era oggetto di profonda ricerca estetica e tecnologica. Saranno proprio le fornaci meridionali ad imporsi per prime nella produzione di lame in acciaio con forgiatura ribattuta e tempra. Anche la lotta xiangpu e il pugilato erano attività popolari tra i soldati della Cina feudale.
All'inizio dell'Epoca Tang (618-907) pare risalire il mito dei bonzi guerrieri di Shàolín-sì (shaolin wuseng 少林武僧). Il documento più antico al riguardo è una stele in pietra datata 728 che menziona la partecipazione di alcuni monaci a capo di un'armata nella battaglia di Hulao (虎牢之戰) del 621. Diversi studiosi orientali ed occidentali non ritengono tuttavia questo documento sufficiente a comprovare la pratica marziale a Shaolin prima dell'epoca Ming (1368-1644), per quanto neppure ad escluderla.
Notizie dettagliate sulla varietà e ricchezza dei metodi del wushu si trovano a partire dal XVI secolo in manuali compilati da ufficiali dell'esercito Ming, come Yu Dayou 俞大猶 (1503-1580), Qi Jiguang 慼繼光 (1528-1587), Mao Yuanyi 茅元儀 (1594-1640?) o esperti di wushu come Cheng Zongyou 程宗猶 (1561-?).
I monaci guerrieri di Shaolin e la loro abilità nell'arte marziale, in particolare nel maneggio del bastone, trovano menzione nelle cronache sulla repressione della pirateria nella regione del Zhejiang ad opera delle truppe Ming, ma anche in questo caso le notizie appaiono talvolta contrastanti.
Molti dei sistemi (o “stili” o “scuole” menpai) oggi esistenti possono esser fatti risalire tra la fine della dinastia Ming e l'inizio della Qing. Alla fine dell'Ottocento, con l'introduzione delle armi da fuoco e il rinnovamento dell'esercito cinese, il wushu perde valore in ambito marziale per acquisirne in ambito ginnico e come tecnica di autodifesa. Alcuni illustri maestri, prima guardie del corpo ed istruttori dell'esercito, troveranno impiego quali insegnanti della neonata borghesia cinese.
Con la nascita della Repubblica Cinese nel 1911 sorgono le prime scuole pubbliche di wushu e anche la prima “palestra statale” a Nanchino nel 1928 (Zhongyang Guoshuguan 中央国术馆 zhongyang guoshuguan).
Il wushu è insegnato anche nelle accademie militari e alle forze di polizia e si tengono le prime competizioni sportive.
Dopo la fondazione della Repubblica Popolare Cinese nel 1948 la Commissione Cinese per l'Educazione Fisica, con lo scopo di creare uno sport dalle radici tipicamente cinesi, crea il wushu, le cui caratteristiche principali sono definite nel 1956 e negli anni successivi.

## Descrizione

### Aspetti tecnici
Il wushu (termine moderno per rendere impropriamente kung fu a seguito del processo di laicizzazione maoista) non è una singola disciplina, ma l'insieme dei sistemi marziali elaborati nei secoli e generalmente denominati quan 拳 (lett. “pugilato”).
La maggior parte di essi prevede sia la pratica a mani nude (quanfa 拳法– “tecnica pugilistica” o quanshu 拳術 “arte pugilistica”) che con armi.
Le tecniche utilizzate nel combattimento a mani nude sono raggruppate nelle “quattro tecniche offensive” (siji) 四擊): calciare (ti 踢), colpire con la mano o il braccio (da 打), proiettare (shuai 摔), eseguire una chiave articolare (na 拿).
Oltre alle quattro tecniche principali ne esistono anche altre come: colpire con la testa (touji 頭擊), con le ginocchia (xizhuang 膝撞), con spalle, anche, petto o schiena (kaofa 靠法), con la punta delle dita trafiggendo (zhichuan 指穿) o graffiando come un artiglio (zhuafa 抓法), ecc.
L'allenamento del wushu è fondato sugli “otto metodi” (bafa 八法), cioè: braccia (shou 手), occhi (yan 眼), tecnica del corpo (shenfa 身法), passi e posizioni (bu 步), concentrazione (jingshen 精神), energia/fiato (qi 气), forza (li 力), abilità/allenamento (gong 功).
I primi quattro metodi si riferiscono all'uso del corpo (braccia, gambe, tronco, sguardo); gli altri quattro allo sviluppo delle abilità psicofisiche necessarie a rendere la tecnica efficace.

### Wushu tradizionale
Con “wushu tradizionale” (传统武術 chuantong wushu) si intende l'insieme dei sistemi marziali cinesi elaborati e tramandati da maestro ad allievo sino ai giorni nostri, il cui fine era originariamente l'addestramento al combattimento a mani e con armi.
Nella società moderna il wushu tradizionale è praticato soprattutto come metodo salutistico e di ricerca psicofisica, per quanto l'aspetto marziale sia ancora presente, con gradazioni diverse, in molte scuole.

### Leggende
Il wushu è ricco di leggende e racconti popolari sulla gesta dei maestri e la creazione degli stili. Tra i più noti quello che vorrebbe il monaco indiano Bodhidharma (cinese Damo 达摩) creatore dello Shaolinquan, o l'immortale taoista Zhang Sanfeng 张三丰 creatore del Taijiquan.
Si racconta che Bodhidharma ottenne l'illuminazione dopo nove anni di meditazione in una grotta presso il monastero di Shaolin. Dopo anni dalla sua dipartita alcuni monaci rinvennero casualmente in una parete della grotta uno scrigno con un suo manoscritto nel quale li istruiva in alcuni esercizi ginnici adatti a rinforzare i loro corpi. I monaci ne ricevettero grande beneficio e svilupparono in seguito un'arte marziale grazie alla quale poterono difendersi dai briganti e dalle belve feroci.
Di Zhang Sanfeng si narra invece che fosse un eremita taoista del monte Wudang 武当山. Una notte sognò l'Imperatore Oscuro e Marziale – dio del monte Wudang – che gli insegnò un pugilato col quale nei giorni seguenti poté uccidere da solo più di cento banditi. Secondo altre versioni invece creò da sé un'arte marziale ispirato dalla visione di un combattimento tra una gru e un serpente.
Entrambi i personaggi, la cui esistenza storica è ancora dibattuta, non avrebbero in realtà alcun collegamento con l'arte marziale, come hanno evidenziato numerosi storici a partire da Tang Hao. Neppure il preteso ruolo di alcune comunità religiose, in particolare Shaolin 少林, Wudang 武当 ed E-mei 峨嵋, nella creazione di sistemi di combattimento, avrebbe fondamenti storici. Gli studiosi del settore sono orientati a ritenere questi racconti leggende popolari alimentate e perpetuate da una fantasiosa e copiosa letteratura.

### Diffusione del wushu nel mondo
I film gongfu di Hong Kong degli anni settanta, in particolare le pellicole dell'attore cinoamericano Bruce Lee, icona del genere, ebbero un forte impatto sul pubblico occidentale e stimolarono l'interesse verso il wushu (kung fu), ma la disciplina non poté incontrare la domanda a causa delle gravi condizioni sociopolitiche cinesi. Si diffusero pertanto maggiormente alcuni stili di kung fu grazie a maestri cinesi emigrati da tempo in Occidente e specialmente negli USA. Ad Hong Kong grazie al boom di Bruce Lee aprirono circa 200 scuole per lo più di Hung Gar e Choylifut, i due stili più diffusi. Ma si diffusero soprattutto arti marziali di altri paesi asiatici, quali Giappone (judo, karate, aikidō) e Corea (taekwondo).
Il wushu crebbe inizialmente negli USA e in modo marginale in Europa, ad opera di istruttori provenienti da Hong Kong e Taiwan. Negli anni ottanta l'apertura della RPC portò le prime squadre agonistiche cinesi in tournée in Occidente e anche la possibilità agli occidentali di frequentare scuole e istituti cinesi.
Constatato l'interesse che il wushu andava suscitando in tutto il mondo, dalla metà degli anni '80 le autorità cinesi organizzarono corsi speciali per stranieri e diedero l'opportunità ad atleti ed insegnanti cinesi di recarsi all'estero per insegnare. A questa iniziativa seguì la pubblicazione di una serie di materiali didattici e divulgativi, cartacei e video, nelle principali lingue occidentali.[6] Nel 1985 si costituì a Bologna la European Wushu Federation (EWF) e nel 1990 nacque a Pechino la International Wushu Federation (IwuF).
Oltre al wushu sportivo, anche il wushu tradizionale conobbe una crescente diffusione e a partire dagli anni '80 mise solide radici oltre che in Asia anche in Occidente, in particolare coi sistemi: Taijiquan, Shaolinquan, Tanglanquan, Baguazhang, Mizongquan, Yingzhaoquan, Tongbeiquan, Bājíquán, Yongchunquan (Wing Chun), Baihequan, Hongjiaquan (Hung Gar), Cailifuoquan (Choylifut).
Ad oggi la maggior parte di praticanti e maestri di wushu, sia sportivo che tradizionale, si trova ancora in Estremo Oriente ma la disciplina è ormai presente in tutti i continenti.

## Suddivisione degli stili
Il wushu tradizionale è rappresentato da “scuole” o “stili” (menpai 門派), ognuno dei quali possiede un bagaglio di tecniche a mani nude e con armi, metodi d'allenamento e conoscenze strategiche proprie, frutto dell'elaborazione e della trasmissione di generazioni di maestri.
Queste “scuole” sono generalmente denominate quan 拳 (pugno, pugilato) e in forma sporadica anche men 門 (insegnamento, scuola) o zhang 掌 (palmo/i), tui 腿 (gamba/e), jiao 腳 (piede/gamba).
All'interno delle singole scuole può esservi un'ulteriore ramificazione in “stili” (shì 式 o pài 派) o “famiglie” (jia 家 o shì 氏), dovuta alla determinante influenza di un certo maestro, o della sua famiglia, nella divulgazione dell'arte.
Negli ultimi secoli gli storici cinesi hanno tentato di suddividere le diverse scuole sulla base delle affinità tecniche. Alla fine dell'ultima dinastia, e ancor più in periodo repubblicano, con la diffusione della stampa di settore si sono affermati due modelli: uno basato sulla locazione geografica nord/sud, uno sulla differenza tecnica interno/esterno.

### Stili del Nord e stili del Sud
La suddivisione del wushu in “stili del Nord e stili del Sud” (nanbeiquan 南北拳) prende spunto da una presunta differenza tecnica tra le scuole settentrionali (a nord del Fiume Azzurro), caratterizzate da movimenti ampi e fluidi, posizioni basse e larghe, frequente uso dei calci e dei salti, rispetto a quelle meridionali, caratterizzate invece da tecniche corte e potenti, posizioni alte e strette, uso ridotto dei calci e dei salti, intenso utilizzo delle braccia. Di qui il detto “calci al Nord, pugni al Sud” (Nanquan Beitui, 南拳北腿).
Inoltre i due stili differiscono dal modo in cui i colpi vengono eseguiti: i pugni dello stile del Nord sono sempre leggermente richiamati, mentre quelli dello stile del Sud rimangono della posizione dove colpiscono fino al momento di cambiare colpo.
Questa tesi, pur avvalorata da alcuni esempi (Shaolinquan, Huaquan, per gli stili del Nord, Baihequan, Wuzuquan per gli stili del Sud) risulta contraddetta da altri (Baguazhang, Xingyiquan per gli stili del Nord, Cailifoquan, Hung Gar per quelli del Sud).
Storicamente, alla luce della straordinaria mobilità di genti e idee che hanno attraversato la Cina nei secoli, ha infatti poco senso parlare di “stili del Nord e stili del Sud”, a meno che non ci si riferisca solo ed unicamente a quegli stili che effettivamente rientrano nelle caratteristiche sopracitate.

### Stili interni e stili esterni
La suddivisione del wushu in “scuole interne” (neijia 内家) e “scuole esterne” (waijia 外家) nasce probabilmente alla fine dell'Ottocento in seno ai circoli marzialisti della capitale e prende spunto dall'epitaffio per Wang Zhengnan (Wang Zhengnan muzhiming 王征南墓志铭), scritto nel 1669 dal letterato confuciano Huang Zongxi 黄宗羲 (1610-1695).
Nel testo si evidenziava una differenza sostanziale tra la tecnica di Shaolin detta “scuola esterna”, che si affida all'attacco impetuoso e travolgente, e quella del maestro Wang Zhengnan 王征南 (1616-1669), detta “scuola interna”, che privilegia la difesa, le proiezioni e i colpi ai punti vitali.
In seguito è divenuto comune considerare “interni” stili come taijiquan, xinyiquan e baguazhang ed “esterni” stili come shaolinquan, fanziquan, chuojiao, ecc. In verità i confini tra le due scuole sono molto relativi, per quanto sia evidente la fondamentale importanza attribuita “all'esercizio interno” (neigong 内功) negli stili interni, tanto da integrarlo in maniera indissolubile alla tecnica marziale, mentre negli stili esterni è spesso una componente separata dell'allenamento.

## Wushu sportivo
Con "wushu nazionale standard" (国标武术 guobiao wushu) si intende la disciplina sportiva formulata negli anni cinquanta dalla Commissione per lo Sport della Repubblica Popolare Cinese sulle basi del wushu tradizionale ed insegnata negli istituti di educazione fisica e nelle scuole dello sport cinesi. Il wushu standard si divide in due settori: forme (套路 taolu) e combattimento libero (散打 sanda).

### Forme
Con forme si intendono esercizi costituiti da sequenze (套路 taolu) di movimenti concatenati. Sono presenti in molti sistemi di wushu tradizionale ed anche nel wushu standard, ove costituiscono anche un evento competitivo. Le forme possono essere a mano nuda (拳术套路 quanshu taolu) o con attrezzi (armi) (器械套路 qixie taolu).

## Stili interni
- Taijiquan (太極拳T, 太极拳S, pugilato della suprema polarità)
- Xingyiquan (形意拳, pugilato della mente libera)
- Baguazhang (八卦掌, palmo degli 8 trigrammi)
- Liuhebafaquan (六合八法拳; pinyin: liùhébāfǎquán) (letteralmente Pugilato delle Sei Armonie e Otto Metodi)

## Arti marziali esterne
- Shaolinquan (少林拳S, Pugilato della Giovane Foresta)
- Wing Chun (永春, Eterna Primavera-vengono anche utilizzati altri ideogrammi con lo stesso suono: 咏春 e 泳春)
- Wutao (cinese: 蔡李佛)
- Bājíquán (八極拳T, 八极拳S, Bājíquán, letteralmente Pugilato degli Otto Estremi)
- Fanziquan (翻子拳), o Fanquan (翻拳)
- Hongjia (cinese: 洪家, pinyin: Hóngjiā)
- Meihuaquan (cinese: 梅花拳, pinyin: Meihuaquan)
- Hongquan (cinese: 红拳, 洪拳, 鸿拳, pinyin: Hongquan)
- Baimeiquan (cinese: 白眉拳, pinyin: Baimeiquan, Pugilato delle Sopracciglia Bianche)
- Tongbeiquan (cinese: 通背拳, pinyin: Tongbeiquan, Pugilato della Schiena Libera)
- Lanshoumen (cinese: 拦手门, pinyin: Lanshoumen, Scuola delle Mani che Bloccano)
- Sanhuang Paochui (cinese: 三皇炮捶, pinyin: Sanhuang Paochui)
- Bafaquan (cinese: 八法拳, pinyin: Bafaquan, Pugilato degli otto metodi)
- Mingtangquan (cinese: 明堂拳, pinyin: Mingtangquan, Pugilato della Stanza di Luce)
- Mizongquan (cinese: 迷踪拳, pinyin: Mizongquan, Pugilato del far perdere le tracce)
- Sunbinquan (cinese: 孙宾拳, pinyin: Sunbinquan, letteralmente Pugilato di Sun Bin)
- Rougongmen (cinese: 柔功门, pinyin: Rougongmen, traducibile con Scuola dell'abilità morbida)
- Kejiaquan (cinese: 客家拳, pinyin: Kejiaquan, Pugilato della Famiglia Ospite)
- Yingmenquan (cinese: 硬门拳, pinyin: Yingmenquan, Pugilato della Scuola Dura)
- Feihuquan (cinese: 飞虎拳, pinyin: Feihuquan, Pugilato della Tigre Volante)
- Goujiaquan (cinese: 勾枷拳, pinyin: Goujiaquan, Pugilato a modello di giogo) stile utilizzato per contendersi il cibo tra persone di poco valore.

## Stili imitativi
(cinese: 象形拳, pinyin: Xiangxingquan)
- Ditangquan (cinese: 地躺拳, pinyin: Ditangquan). Boxe del tappeto o Boxe a terra. Caratterizzata da varie tecniche di caduta.
- Houquan (cinese: 猴拳, pinyin: Houquan). Boxe della scimmia.
- Heihuquan (cinese: 黑虎拳, pinyin: Heihuquan). Boxe della tigre nera.
- Huquan (cinese: 虎拳, pinyin: Huquan). Boxe della tigre.
- Longquan (cinese: 龙拳, pinyin: Longquan). Boxe ad Immagine di Drago.
- Shequan (cinese: 蛇拳, pinyin: Shéquán). Boxe del serpente.
- Niuquan (cinese: 牛拳, pinyin: Niúquán). Boxe del bue.
- Tanglangquan (cinese: 螳螂拳, pinyin: Tánglángquán, Wade-Giles: Tang Lang Ch'üan). Boxe della mantide religiosa.
- Yingzhaoquan (cinese: 鷹爪拳, pinyin: yīng zhǎo quán, Wade-Giles: Ying Jow Pai Ch'üan). Boxe dell'artiglio dell'aquila.
- Zuijiuquan (cinese: 醉酒拳, pinyin: Zuijiuquan). Boxe degli Otto Immortali ubriachi.
- Da Sheng Pi Gua Men (cinese: 大聖劈掛門, pinyin: Dà shèng pī guà mén, Wade-Giles: Tai Shing Pek Kwar). Boxe della Scimmia delle Cinque Vie.

## Wushu moderno sportivo
Il wushu moderno può essere suddiviso in 2 rami principali detti taolu e sanda. Con taolu si indicano delle sequenze di movimenti codificate e concatenate nelle cosiddette "forme", mentre con il termine sanda o Sanshou si indica il combattimento. Alle Olimpiadi di Pechino del 2008 si è tenuta una competizione di wushu ma non è stato uno dei 28 sport ufficiali. Il wushu è un evento dei Giochi asiatici, Giochi del Sud-est asiatico, e dei Giochi mondiali.

### Taolu
Le sequenze di movimenti seguono i principi di diversi metodi e stili, e possono essere a mano nuda o con attrezzi ed armi. Praticanti famosi includono Jet Li, Donnie Yen, Jackie Chan, Wu Jing, Daniel Wu, Jade Xu, e altri.

#### Chang Quan
(Cinese tradizionale: 長拳, cinese semplificato: 长拳, pinyin: Cháng quán) letteralmente 长 Chang = lungo, 拳 Quan = pugno. L'origine del Changquan si fa risalire all'imperatore Song Taizu e le sue tecniche si trovano descritte nel trattato, sugli stili del wushu, del Generale Qi Jiguang.
In epoca moderna il Changquan è diventato la disciplina nazionale più diffusa, seconda solo al Taijiquan, e la sua tecnica è stata codificata in forme chiamate Taolu. La particolarità principale del Changquan è costituita dai gesti ampi e distesi, con movimenti agili e rapidi nei quali la mano si allunga per attaccare a distanza. Il passo è veloce, il salto elevato, le sequenze di movimenti caratterizzate da un ritmo vivace ma variato, dove alla velocità si alternano lentezza ed alcune pause.
Le posizioni statiche sono molto solide, i ritmi chiaramente definiti e i colpi molto precisi e le doti acrobatiche degli atleti sono molto evidenziate.
Attraverso gli esercizi si accresce la forza, la velocità, l'agilità, la flessibilità e la resistenza, viene stimolato lo sviluppo fisico, ci si addestra nella tecnica di difesa e di attacco.
Lo studio del Changquan include anche la conoscenza delle 4 armi di base: il bastone e la lancia - armi lunghe; la spada e la sciabola - armi corte.

#### Nanquan
(Cinese: 南拳 pinyin: Nán quan) traducibile in 南 Nan = sud, 拳 Quan = pugno.
Il termine 南拳 Nánquán indica l'insieme di stili delle arti marziali cinesi che si sono originati e sviluppati a sud del Fiume Azzurro, che conobbe una grande diffusione intorno al 1960.
Il Nanquan contemporaneo è uno stile moderno, creato durante la grande rivoluzione culturale, derivato da alcuni degli stili più diffusi della regione del Guangdong, del Guangxi, del Fujian e dello Zhejiang fuse ad alcuni aspetti dei metodi di famiglie tradizionali come Hong, Li, Liu, Mo e Cai. 	
La forza dei movimenti deriva da posizioni ristrette e stabili in cui le rotazioni rapidissime della vita generano una serie di movimenti veloci, forti e repentini delle braccia predilette alle tecniche di gambe, al punto che in Cina è popolare il detto Nanquan Beitui (pugni al Sud e calci al Nord).
Il Nanquan è comunque caratterizzato nella sua pratica ed espressione da una ricca serie di fondamentali, gesti tecnici e gruppi di movimenti inconfondibili, sebbene nelle forme da competizione libere attualmente si vada perdendo alcuni di questi aspetti per guadagnare nelle prestazioni atletiche e nell'estetica più fine ed aggraziata.
Inconfondibile rimane comunque l'utilizzo delle mani e delle dita (Shou fa, Zhi fa) e la postura durante l'esecuzione delle tecniche di pugno.
Le caratteristiche peculiari e distintive del Nánquán consistono in movimenti e tecniche veloci, potenti, ferme e decise, con posizioni statiche e spostamenti solidi e repentini ma allo stesso tempo agili, e rispetto all'eleganza ed alla leziosità degli stili del Nord, esprime grande forza e vigore, espresso anche attraverso urla, dette fasheng, che rappresenta o riproduce le caratteristiche di animali, aspetto interpretabile come il predecessore del “kiai” caratteristico delle Arti Marziali nipponiche e coreane.
Anche il Nanquan prevede l'utilizzo di molteplici armi, come la sciabola del Sud - Nandao 南刀, e il bastone del Sud - Nangun 南棍, diverse dalle armi del Nord sia nell'aspetto sia nel maneggio e nell'esecuzione tecnica dei fondamentali; anche le armi sono incluse nelle forme prestabilite (taolu) durante le competizioni ufficiali.

#### Le armi
Nelle arti marziali cinesi l'uso delle armi si è sviluppato parallelamente alla pratica a mani nude.
Nel wushu moderno le armi fondamentali sono:
- la sciabola (cinese: 刀; pinyin: Dao);
- il bastone (cinese: 棍; pinyin: Gun);
- la spada (cinese: 劍; pinyin: Jian);
- la lancia (cinese: 槍; pinyin: Qiang).

### Sanda
Con sanda 散打 o sanshou 散手 (combattimento libero) si intende il combattimento libero a mani nude nato e sviluppatosi in seno alle arti marziali cinesi.
Tradizionalmente le norme dell'incontro venivano concordate dai contendenti o stabilite da una commissione arbitrale formata da maestri di chiara fama. Per quanto fosse consentita una vasta gamma di tecniche d'attacco e difesa, alcune erano generalmente vietate, es.: lotta a terra, strangolamento o colpi agli occhi, alla gola, ai genitali, ecc.
Nel 1982 il sanda 散打 diviene ufficialmente la disciplina da combattimento del wushu standard nazionale (guobiao wushu 国标武术), regolata da precise norme sportive (wushu sanshou jingsai guize 武术散手竞赛规则 – “regolamento di gara del combattimento libero del wushu”).
I due termini sanshou 散手 e sanda 散打 sono dunque sinonimi intercambiabili nella percezione cinese. Sanshou 散手 è tuttavia usato anche per indicare il combattimento libero in ogni sua forma, mentre sanda 散打 è impiegato prevalentemente in ambito sportivo.